# Centrale nucleare di Belojarsk
La centrale nucleare di Belojarsk (in russo Белоярская атомная электростанция им. И. В. Курчатова?) era la seconda centrale nucleare dell'ex URSS, e rimane l'unica centrale nucleare con reattori russi di tipo diverso nello stesso sito, per questo è soprannominata "Reactor zoo". È situata vicino Zarečnyj (Oblast' di Sverdlovsk) in Russia. La città di Zarečnyj fu creata per servire la centrale il cui nome è dato dal distretto Belojarskij. La più vicina città è Ekaterinburg.
A Belojarsk è attivo un reattore BN600 da 600 MW di energia elettrica ed un BN800 da 789 MW che è oggi il più grande reattore nucleare veloce autofertilizzante in servizio nel mondo. Il parco reattori di Belojarsk comprendeva anche un reattore AMB-100 (in operazione dal 1964 al 1983) e un AMB-200 (1967-1989) da 146 MW ora spenti.
Nel 1977 vi fu una fusione parziale del reattore 2 che espose gli addetti a radiazioni, la riparazione richiese circa 1 anno.

## Onorificenze

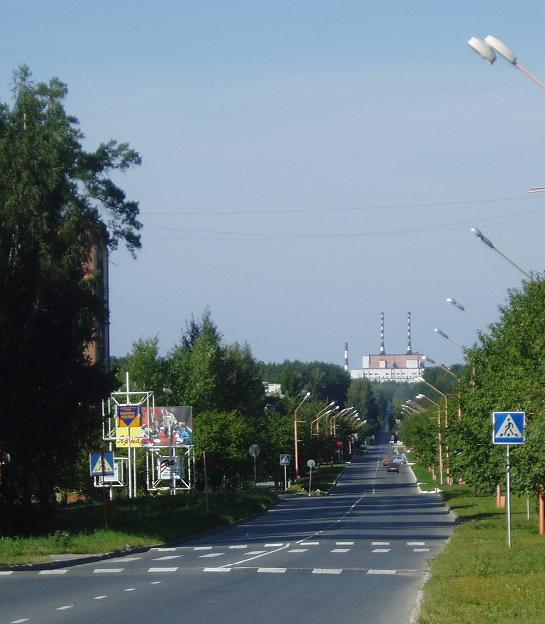
Vista della centrale dalla strada principale di Zarečnyj.